# Retrato de Émile Zola
Retrato de Émile Zola (en francés, Portrait d'Émile Zola) es un cuadro del pintor francés Édouard Manet. Data de 1868. Se trata de una pintura al óleo sobre lienzo, que mide 146,3 centímetros de alto y 114 cm de ancho. Actualmente se conserva en el Museo de Orsay de París (Francia).
Émile Zola fue amigo de juventud de Cézanne. Era aficionado a la pintura, en particular la de los pintores rechazados por la crítica oficial. En 1866 Zola alabó a Manet, diciendo que su camino le llevaría directo al Louvre. Manet, deseoso de manifestarle su reconocimiento por el activo apoyo que había manifestado a su arte, le propuso este retrato. El escritor posó para Manet en febrero de 1868.
Se representa al escritor sentado ante un escritorio. En la mano lleva un libro, posiblemente «L'Histoire des Peintres», de Charles Blanc.
El lienzo, aceptado en el Salón de París del mismo año, contiene numerosos elementos anecdóticos y discretos que revelan la amistad de los dos hombres, como la reproducción de la Olympia colgada de un muro, en la que la mirada de Victorine Meurent está ligeramente modificada en relación con el original para fijarse en Zola. Sobre la mesa del despacho se distingue el folleto azul celeste que el escritor había redactado para defender a Manet. Junto a él se ven libros, un tintero y otros utensilios, al modo de un bodegón. Junto a la Olympia aparece una estampa japonesa y Los borrachos o El triunfo de Baco de Velázquez y, a la izquierda, parte de un biombo también nipón.
El entendimiento entre los dos hombres, sin embargo, no duró mucho: cada vez más perplejo por la evolución impresionista que conoció el estilo de Manet, bien lejos del realismo que él apreciaba, Zola acabó por romper todo contacto.